# Église Saint-Félix-de-Valois d'Aulon
L'église Saint-Félix-de-Valois d'Aulon est une église catholique du XIIe siècle située à Aulon, dans le département français des Hautes-Pyrénées en France .

## Localisation
L'église Saint-Félix-de-Valois est située au centre du village.

## Historique
L'église a été construite entre le XIIe siècle et le XIIIe siècle probablement à l'emplacement d'un site d'époque romaine comme l'atteste la présence d'une auge cinéraire réemployée en partie dans le haut du clocher.

Le collatéral nord a été rajouté à la fin du XVIe siècle ou au début du XVIIe siècle. La sacristie, derrière le chœur, date du  XIXe siècle.

La restauration de l'édifice en 1994 a permis la mise au jour d'un décor de peintures murales dans le chœur et la nef dont le style permet de les dater du XVIe siècle et XVIIe siècle.

L'édifice est inscrit au titre des monuments historiques le 26 juin 1989.

## Architecture
L'édifice, construit essentiellement en pierre de taille recouverte d'un enduit, presentait à l'origine un plan simple : une nef unique voûtée d'un berceau plein cintre prolongée par une abside semi-circulaire voûtée en cul-de-four.

L'entrée se fait à l'ouest par le clocher-porche. L'église possède un mobilier important : des fonts baptismaux sculptés du Moyen Âge, un retable du XVIIIe siècle.

En 1979, ce mobilier a été inscrit ou classé au titre d'Objet mobilier protégé.

## Galerie de photos

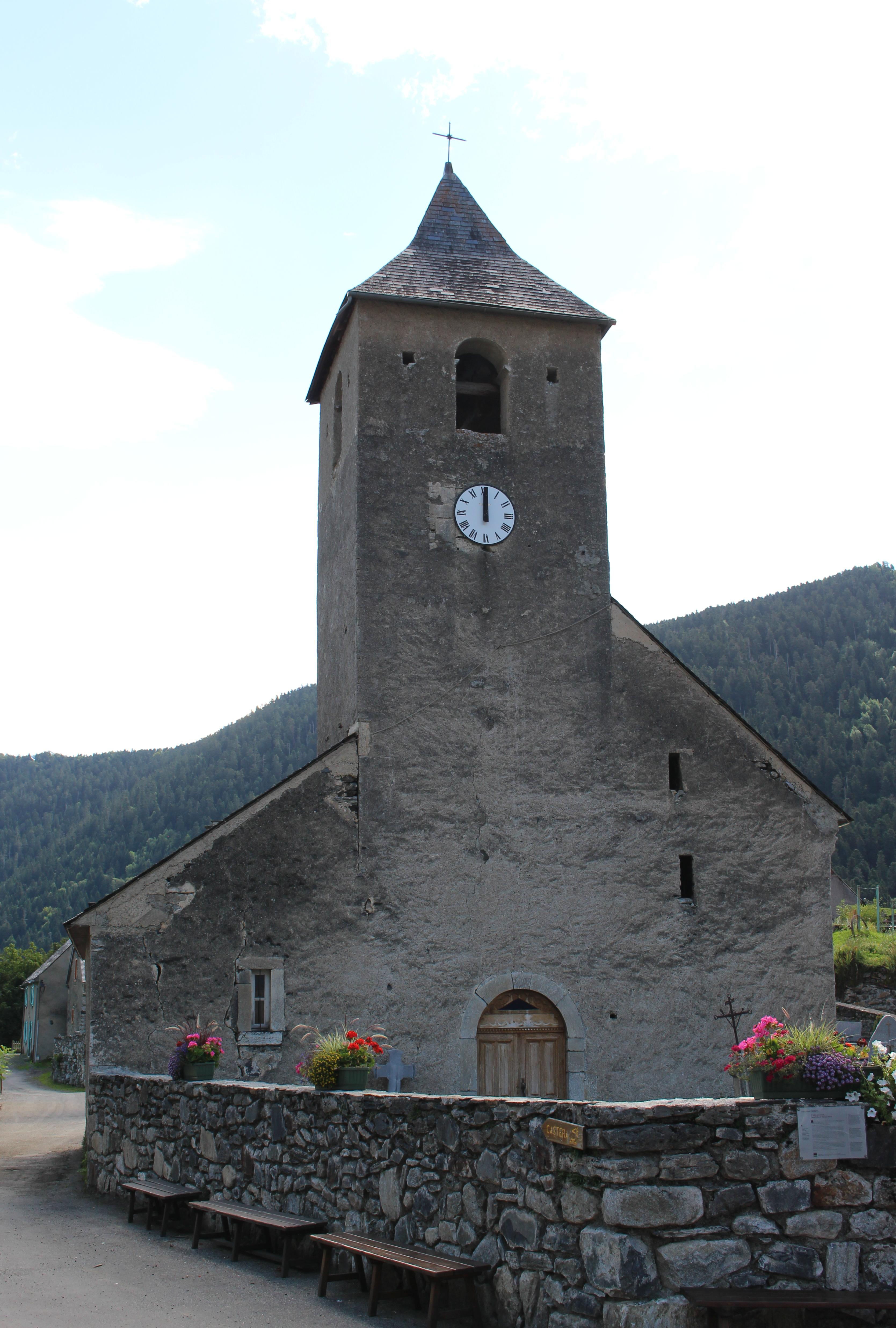
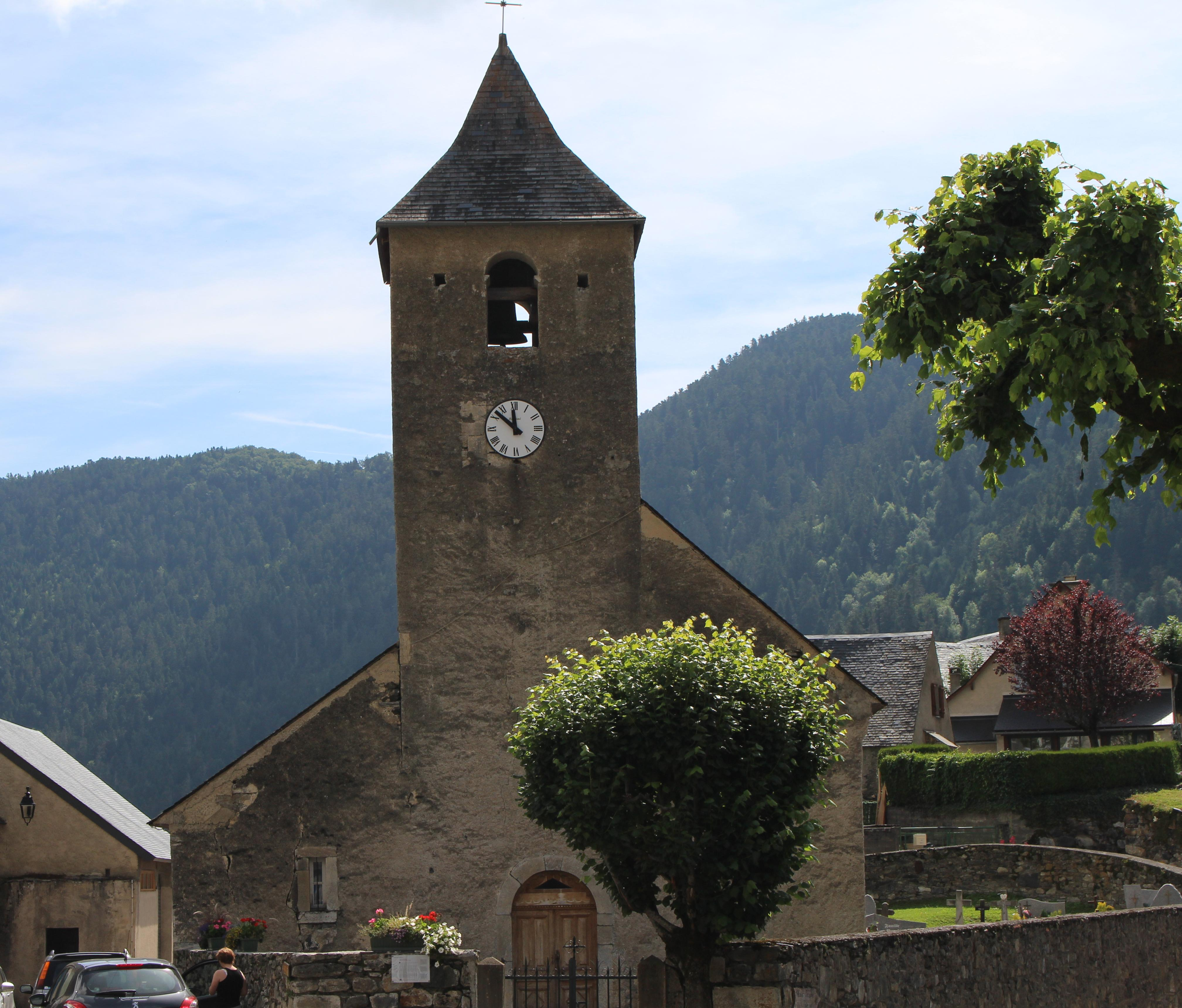
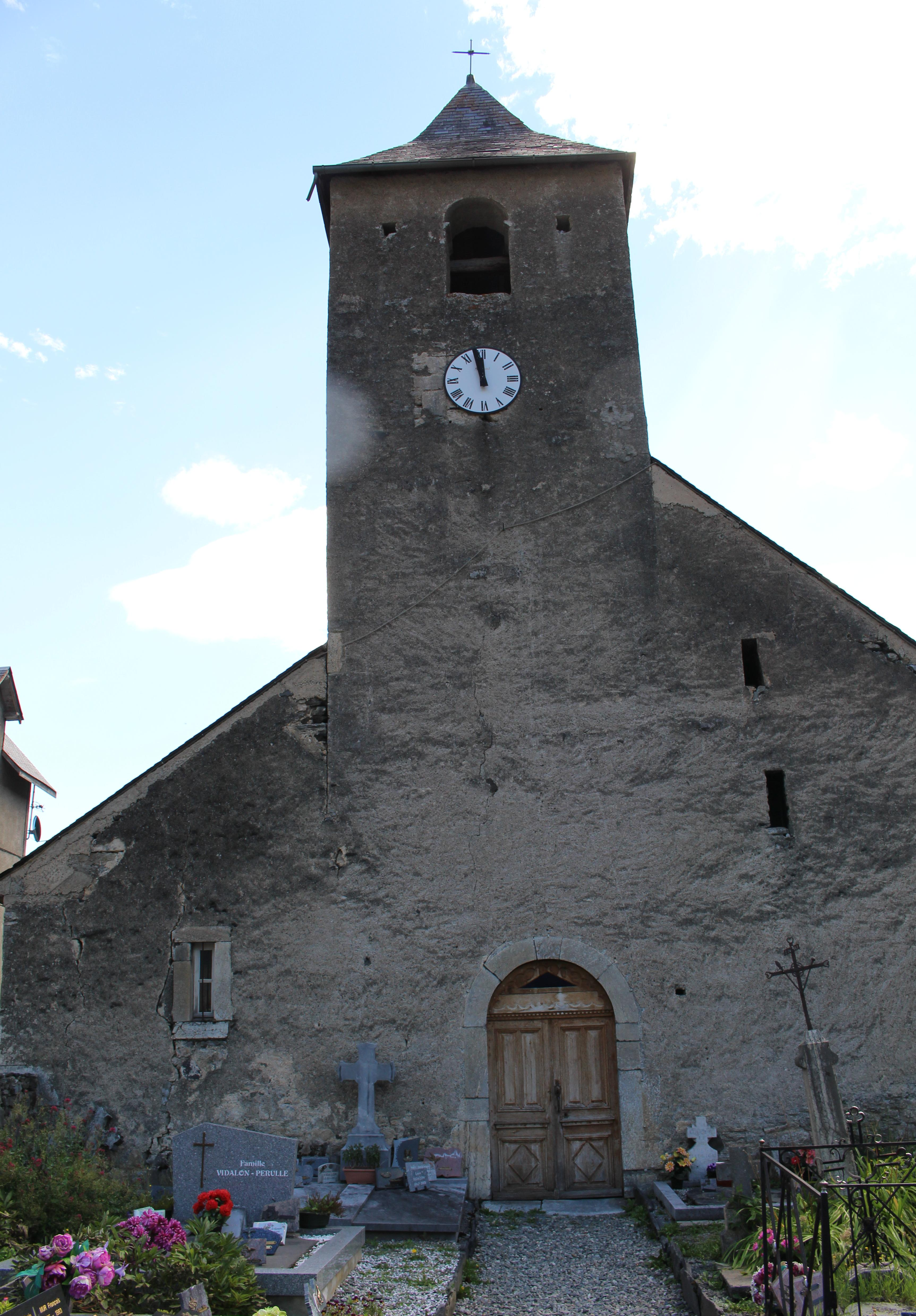
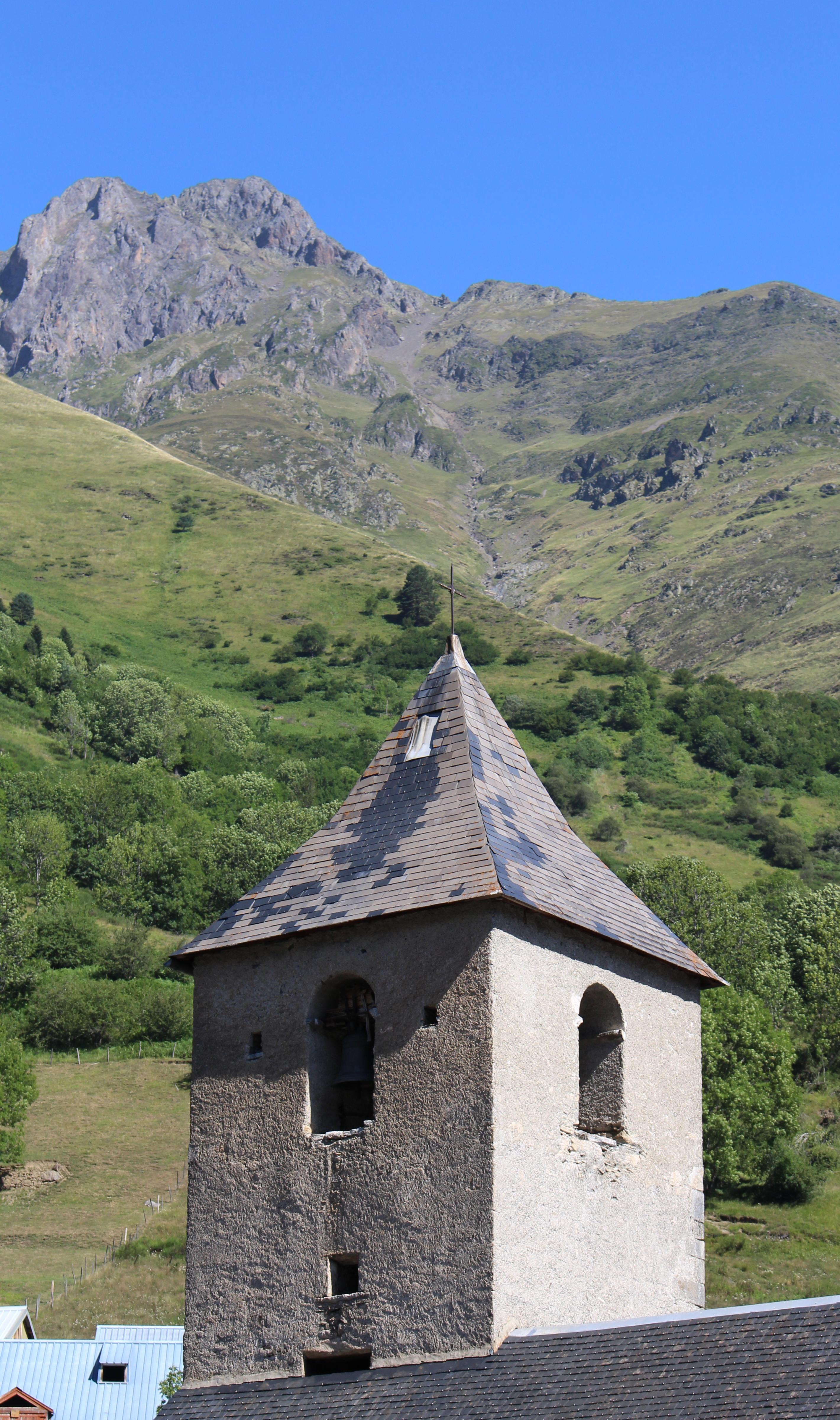
Clocher.